# Gaio-verde
O gaio-verde (Cyanocorax yncas) é uma ave que se distribui pela América do Sul, numa área entre a Colômbia, a Venezuela, o centro do Peru e Bolívia. Prolongando-se ao longo da América Central, o seu território estende-se até ao Texas, na parte sul dos Estados Unidos.
Ocorre em florestas até 2500m de altitude, bem como arbustos e vegetação ribeirinha.
É uma ave barulhenta e curiosa, visitando quintas, ranchos e jardins.